# Cinnamomum stenophyllum
Cinnamomum stenophyllum är en lagerväxtart som först beskrevs av Carl Daniel Friedrich Meisner, och fick sitt nu gällande namn av I. de Vattimo. Cinnamomum stenophyllum ingår i släktet Cinnamomum och familjen lagerväxter. Inga underarter finns listade i Catalogue of Life.